# Filandia

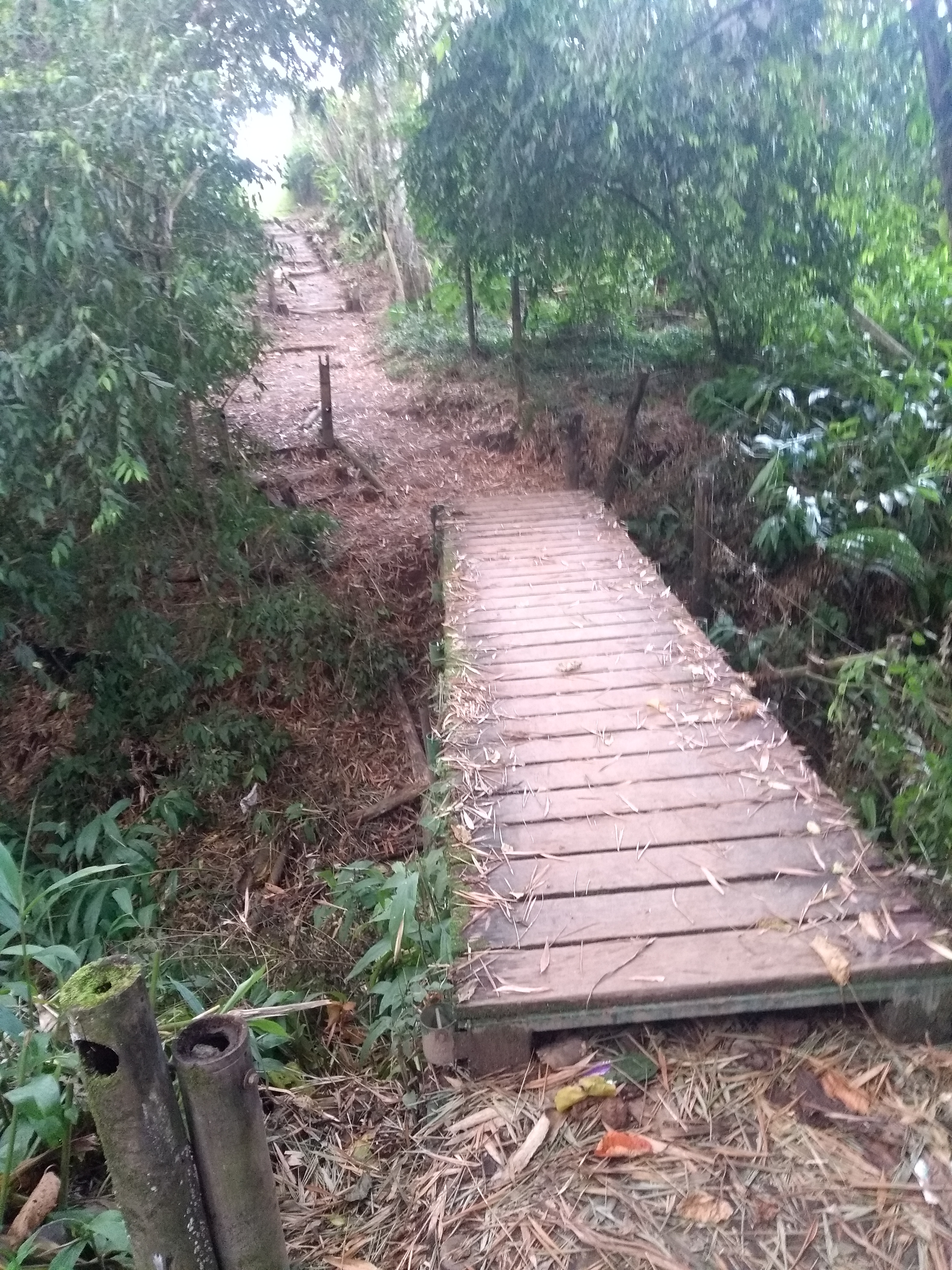
Sendero ecológico chorro de las madres

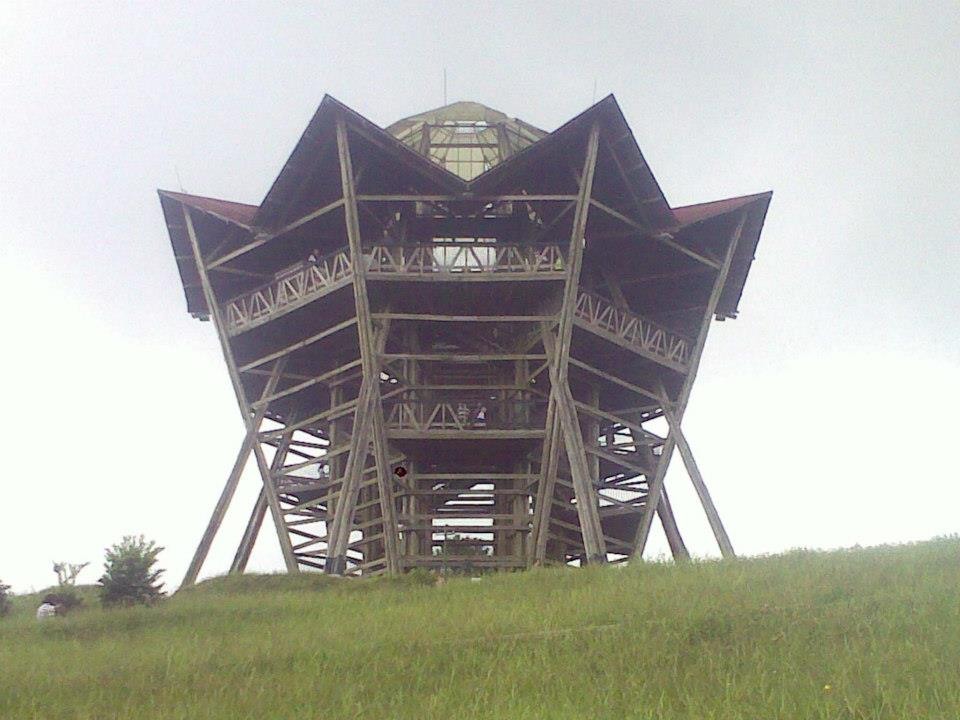
Mirador colina iluminada

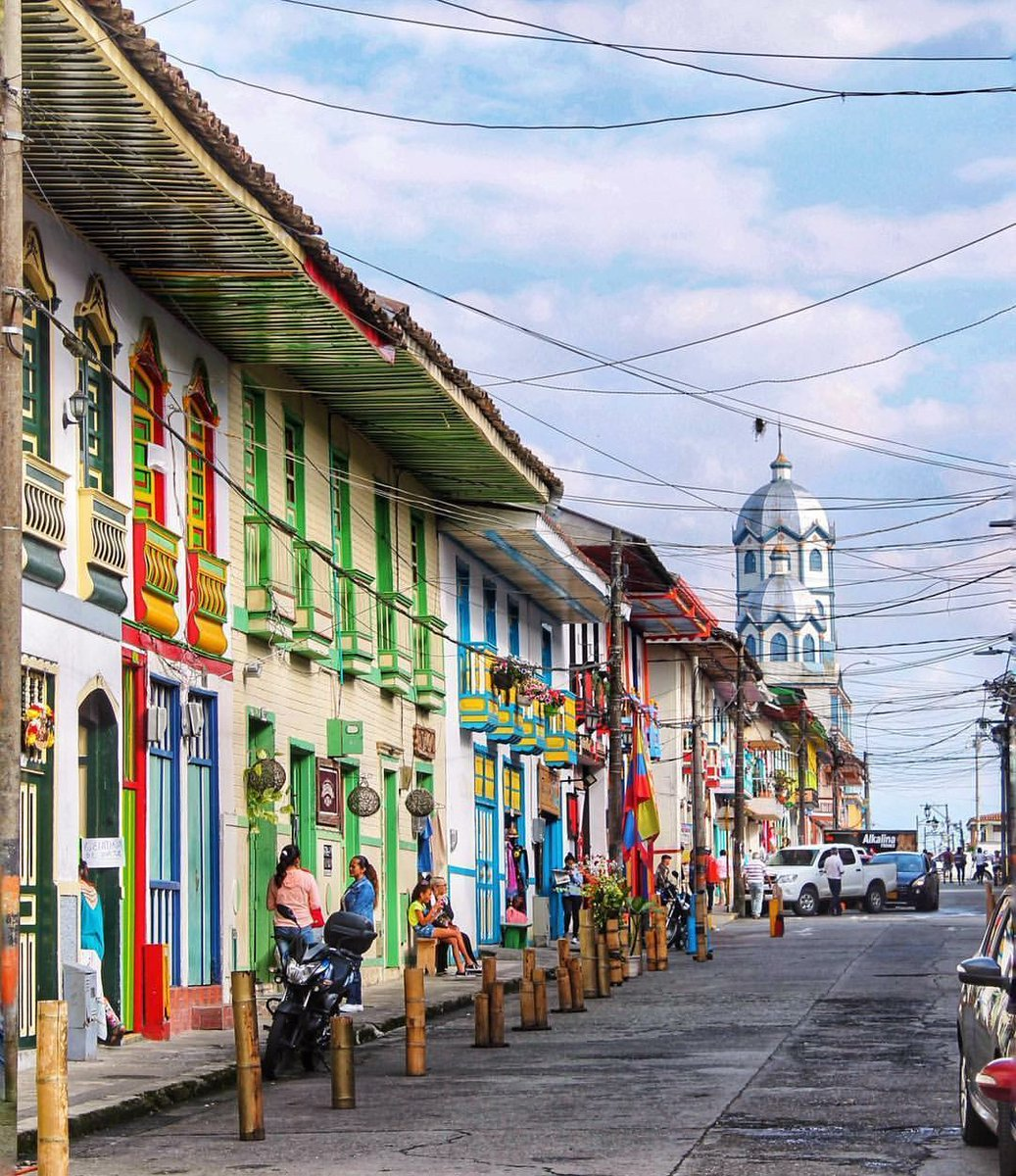
Casas de época de la colonización en el centro de Filandia.

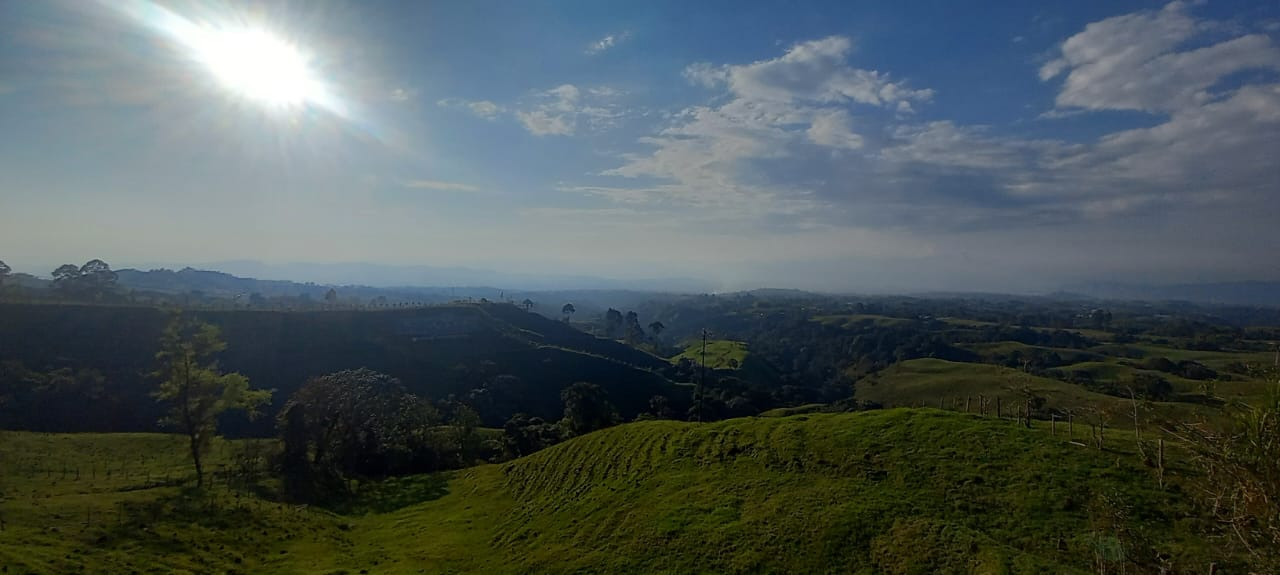
Vista desde el mirador del tiempo detenido

Filandia es un municipio colombiano perteneciente al departamento del Quindío. Originalmente, el territorio en que se encuentra ubicado el municipio estuvo habitado por indígenas quimbayas. Las tierras de Filandia hacia el año 1540 fueron denominadas por los colonos españoles como «provincia quimbaya». La población de Filandia fue fundada el 20 de agosto de 1878, por parte de colonos antioqueños. En 1892 obtuvo la categoría de municipio. Posee un corregimiento: La India.

## Historia
El territorio que hoy constituye el Municipio de Filandia estuvo habitado antes de su fundación por una parte de la tribu indígena Quimbaya. No fueron beligerantes ni agresivos, porque los quimbayas poseían el buen sentido de la organización y el trabajo, pero conservaron el instinto de la guerra y se prepararon para ella con lanzas y dardos envenenados; amparados por la forma natural de terrenos abruptos y selváticos defendieron con dignidad a sus mujeres, su familia y sus cultivos y prefirieron sepultarse con sus riquezas y tesoros a entregarse al usurpador europeo. Filandia hacia parte de la “provincia Quimbaya”, denominada así por los conquistadores españoles que llegaron en búsqueda de oro en el periodo de la colonia en 1540.

### Los quimbayas
Aspecto físico: usaban taparrabos, se pintaban la piel con achiote y venados, pinturas negras y azules que extraían de algunas plantas. Se adornaban con pulseras, collares, zarcillos, pectorales y penachos de plumas. 
Ocupaciones: la base esencial de la economía era el cultivo del maíz y la yuca, complementando la dieta alimenticia con pescado, miel de abejas, frutas como aguacate, guayaba, guamas, chontaduros, caimito, etc. Elaboraban chica de maíz, cazaban venados, dantas, borugos, armadillos. Conocieron la utilidad de la sal y la obtenían evaporando las aguas de algunas fuentes saladas ubicadas en el territorio. 
Comercio: intercambiaban sal, mantas y objetos orfebres por otros productos escasos de la región. Orfebrería: se hicieron famosos por su forma de trabajar el oro. Hacían estatuillas de gran belleza, brazaletes, pectorales, alfileres, pulseras, narigueras, poporos, etc. Trabajaban el oro y la “Tumbaga” (aleación del oro y el cobre) como lo demuestra el conjunto de piezas de orfebrería que se conoce con el nombre de “TESORO QUIMBAYA” descubierto en 1890 en el paraje de la vereda la soledad en la vía que de Filandia conduce a Quimbaya. Estaba compuesto por 122 piezas de oro que formaban el ajuar funerario de seis aborígenes de gran importancia dentro del pueblo Quimbaya y que hoy se encuentran el Museo Arqueológico de Madrid. 
Cerámica: sobresalieron también en la elaboración de objetos en barro como ídolos ceremoniales, copas, cuentos, incensarios, ánforas, rodillos, etc. 
La vivienda: sus casas eran pequeñas, con el techo formado por hojas de caña. Estaban ubicadas en lo alto de las lomas y cerca de ellas las sementeras, formadas por surcos verticales que descendían en el sentido de la pendiente. Sobre los ríos tenían puentes construidos con guaduas atadas fuertemente con bejucos. En los territorios de la actual Filandia, construyeron sus viviendas sobre la cúspide de las colinas, del característico relieve ondulado del piedemonte cordillerano 
Armas: utilizaban arcos, flechas, macanas, trampas o fosas donde caían fácilmente los enemigos.

### Los primeros colonizadores
Don Felipe Meléndez funda la nueva ciudad de Filandia, aunque no es él precisamente el primero que pisa esta comarca porque ya Bolívar había descansado con sus tropas el 5 de enero de 1830 de paso para Boquia, Mariquita y Bogotá, y queda el camino expedito para el intercambio de comercio y viajeros entre los estados del Cauca, Antioquia y Tolima, además estas tierras ya habían sido recorridas y exploradas por los guaqueros. Procedentes de la tierra paisa, justamente el 20 de agosto de 1878, unos a pie, otros a caballo y los demás con mulas cargadas de herramientas, cobijas, esteras de hiraca, mujeres y niños llevados en angarillas, provisiones y animales domésticos, entran por la que hoy se llama «Calle del empedrado» del barrio el Recreo, don Felipe Meléndez, hombre de gran cultura y empresa acompañado de los valientes descuajadores de montañas, labriegos e industriales señores José León, Carlos Franco, Eliseo Buitrago y tantos otros, observan el sitio ideal para levantar la gran ciudad cuyos cimientos se hunden en el contrafuerte occidental del macizo colombiano frente a la gigantesca cordillera, cubierta en parte por las nieves perpetuas, de picachos empinados y clima fresco, con aire purificado por la espesa selva, e inspirado en la belleza del paisaje, sonríe con ademán pletórico y sin vacilar un instante la bautiza con el nombre de Filandia.

## Geografía

### Descripción física
Filandia se encuentra ubicada al norte del Departamento del Quindío a los 04º 40´ 48.7" de latitud norte y a los 75º 39´48.5" de longitud oeste, en los ramales occidentales de la cordillera central, se encuentra a una altitud de +/- 1.910 metros sobre el nivel del mar (Tomado en el parque principal, a un lado del busto de Bolívar, con GPS -Global Positioning System: Sistema de Navegación y localización mediante Satélites-) y una temperatura promedio de 18 grados centígrados. Precipitación media anual: 2.829 mm. Con el nombre de Filandia aparece un caserío en El Cerrito, Valle del Cauca; una quebrada en San Vicente del Caguán, Caquetá; un sitio en Chaparral, Tolima; un sitio en Ituango, Antioquia, y un sitio en Neiva, Huila.
Población proyectada para el año 2010, 13.161 habitantes. Censo DANE 2005.

### Límites del municipio
Limita por el Norte con el Departamento de Risaralda; por el Sur con el Municipio de Circasia; por el Oriente con el Municipio de Salento y Circasia; por el Occidente con el Municipio de Quimbaya y el Valle del Cauca. Tiene 24 veredas; considerado como tal el corregimiento de La India, éste está compuesto por 5 veredas más.

### Superficie
100.9 km² (10.088 hectáreas: 10.051 rurales, 34 urbanas y 3 en el casco urbano del corregimiento de La India). Es el 5.2% de la superficie total del Quindío. 47.5 km² (4.750 hectáreas) son semitempladas y templadas 53.4 km² (5.340 hectáreas).

#### Área urbana
0.34 km² en el casco urbano del Municipio, y 0.03 km² en el casco urbano del corregimiento de La India.

#### Área rural
100.51 km²

## Instituciones
Alcaldía Municipal: La alcaldía municipal está en cabeza del alcalde quien "ejerce la autoridad política, es el jefe de la administración local, el representante legal de la entidad territorial, la primera autoridad de policía y tiene el carácter de empleado público".
El gobierno de Filandia actualmente es dirigido por el señor alcalde Jaime Franco Alzate. A continuación se muestra la tabla con los alcaldes elegidos por voto popular:
| Alcaldes                      | Periodo                               |
| ----------------------------- | ------------------------------------- |
| Jair Morales Jaramillo        | Junio de 1988-mayo de 1990            |
| Alfonso Londoño Patiño        | Junio de 1990-mayo de 1992            |
| Gloria Helena Giraldo Londoño | Junio de 1992-diciembre de 1994       |
| Jair Morales Jaramillo        | Enero de 1995-31 de diciembre de 1997 |
| Jorge Antonio Hoyos López     | Enero de 1998-31 de diciembre de 2000 |
| José Roberto Murillo Zapata   | Enero de 2001-31 de diciembre de 2003 |
| Alfonso Londoño Patiño        | Enero de 2004-31 de diciembre de 2007 |
| Simón Morales Jaramillo       | Enero de 2008-31 de diciembre de 2011 |
| Héctor Fabio Urrea Ramírez    | Enero de 2012-31 de diciembre de 2015 |
| José Roberto Murillo Zapata   | Enero de 2016-31 de diciembre de 2019 |
| Jaime Franco Alzate           | Enero de 2020-31 de diciembre de 2023 |

Concejo Municipal: El Concejo Municipal de Filandia Quindío es una "Corporación Administrativa de elección popular, con autonomía administrativa y presupuestal, compuesta con el número de miembros que determina la Constitución Política y la ley, para el periodo estipulado en las mismas cuyo funcionamiento tiene como eje rector la participación democrática de la comunidad (artículo 21, Ley 136 de 1994, artículo 2 y 312 de la Constitución Política, la Ley 617 de 2000, Ley 1368 de 2009 y Ley 1551 de 2012)".
Personería Municipal: es la representante del Ministerio Público que "ejerce, vigila y hace control sobre la gestión de las alcaldías y entes descentralizados; velan por la promoción y protección de los derechos humanos; vigilan el debido proceso, la conservación del medio ambiente, el patrimonio público y la prestación eficiente de los servicios públicos, garantizando a la ciudadanía la defensa de sus derechos e intereses".

## Símbolos

### Escudo

Fue ideado por el señor Javier García Correa. En su parte superior tiene una celada de plata con su penacho tricolor. El yelmo plateado simboliza la firmeza y vigilancia de los hijos de Filandia, como también su pureza e integridad. El escudo está dividido en cuatro cantones. Lleva dos hermosos ramos de cafeto a sus lados que simbolizan la principal riqueza de nuestro suelo Filandeño.
Lleva además una cinta dorada y en su interior y en letras rojas la leyenda “Labor Improbus Omnia Vincit”, La labor Constante y asidua todo lo vence.

### Bandera

Bandera de Filandia.

Fue ideada por el señor Santiago López Sánchez en el año 1966. La bandera de Filandia simboliza trabajo, paz y libertad.
Trabajo que es fuente de riqueza en su amarillo, la paz en su azul de cielo, y en su gorro frígio, su amor a la libertad.
Su bandera de gualda y de cielo simboliza trabajo y solaz.
Libertad, canta siempre su suelo y eterniza su emblema inmortal.

### Himno
Autor: Santiago López Sánchez
Audio: Descargar
Letra:
| Coro A Filandia la hija del Ande hoy gozosos debemos cantar, ya su gloria se escucha y expande ya iniciamos la marcha triunfal. I Jubilosos sus hijos pregonan el retorno al amor y a la paz; y al trabajo sus himnos entonan con gallardo y patriótico afán II Es Filandia colina sagrada es emporio de gran porvenir; es princesa de dulce mirada que embelesa del cielo el con fin. III Es ventana que se abre al Quindío es un barco que flota en el mar; es tan pura cual fresco rocío es un faro de luz sin igual. IV Del Quindío soberbio y pujante es Filandia venero de luz; es el norte que indica radiante su cultura y su amor a la cruz. | V Con ternura las aves le cantan y la brisa la arrulla al pasar; sus cosechas al cielo levantan su mirífica luz de cristal. VI Son los hijos del Ande opulento que cubrió con sus alas el sol, y es la rítmica voz de su acento por la fe, por la patria y su Dios. VII Su bandera de gualda y de cielo simbolizan trabajo y solaz; libertad, canta siempre su suelo y eternizan su emblema inmortal VIII La bandera en lo alto llevamos con orgullo cordial y emoción, tiene el sol derretido en sus pliegues y el azul de los cielos en flor. IX Filandeses , luchemos unidos, entusiastas y alegres al par; de Filandia formemos un nido de progreso y amor fraternal. |

## Economía
Las principales fuentes de ingreso para las familias del municipio de Filandia son el empleo: comerciantes, comercio de productos artesanales y en actividades agropecuarias como jornaleros, agregados o administradores. También se presenta generación de ingresos a través del intercambio de productos y la prestación de servicios administrativos y financieros.
En la economía municipal también existe un componente general de ingresos familiares correspondiente al flujo de dinero que llega de residentes de Filandia de otros países como Estados Unidos, España y Aruba. Las actividades económicas que implican transformación son muy pocas y de escaso tamaño, principalmente carpinterías y talleres de metalmecánica; No existe negocio o empresa de tipo industrial.
En el municipio, además se presenta una actividad comercial, que se caracteriza por una variada composición de actividades comerciales, de servicios financieros, microempresariales y agroindustriales correspondiendo a un total de 290 establecimientos comerciales en el año 2005.
La producción agrícola diferente al café, destaca también la de plátano, Yuca, Mora, Caña Panelera, Granadilla, Flores, y cultivos transitorios como fríjol, maíz, habichuela, y otros transitorios bajo invernadero; su producción se dedica en alta proporción al comercio y muy poca para el consumo familiar.
El sector pecuario está caracterizado principalmente por la ganadería bovina productora de leche, y de doble propósito, seguido por las especies menores especialmente las [ave]s(Postura y carne) con una producción importante en el campo empresarial y familiar, además el aumento en el campo de la porcicultura.

### Sacrificio de ganado mayor
| Número de Cabezas | Machos | Hembras | Procedencia % |         |
|                   |        |         | Interna       | Externa |
| ----------------- | ------ | ------- | ------------- | ------- |
| 2.463             | 1.529  | 934     | 50            | 50      |

Fuente Umata

### Sacrificio de ganado menor
| Número de Cabezas | Machos | Hembras | Procedencia |         |
|                   |        |         | Interna     | Externa |
| ----------------- | ------ | ------- | ----------- | ------- |
| 1876              | 625    | 1251    | 1300        | 576     |

Fuente Umata

### Población ganado bovino
| Total bovinos | Machos | Hembras |       | Tipos de explotación |      |
|               |        |         | Leche | Doble propósito      | Ceba |
| ------------- | ------ | ------- | ----- | -------------------- | ---- |
| 7660          | 2533   | 5706    | 1096  | 3424                 | 1140 |

Fuente Umata

### Población ganado porcino
| Total Porcinos | Machos | Hembras |      | Tipos de explotación |                  |
|                |        |         | Cría | Ceba intensiva       | Ceba Tradicional |
| -------------- | ------ | ------- | ---- | -------------------- | ---------------- |
| 5678           | 2090   | 3588    | 1300 | 3693                 | 685              |

Fuente Umata

### Población avícola
| Total Aves | Tipos de explotación |           |
|            | Engorde              | Ponedoras |
| ---------- | -------------------- | --------- |
| 260000     | 6000                 | 254000    |

Fuente Umata

### Población otras especies pecuarias
| Tipo de especie | Total | Tipos de explotación |
| --------------- | ----- | -------------------- |
| Caballar        | 400   | trabajo              |
| Mular           | 30    | Trabajo              |
| Asnal           | 10    | Trabajo              |

Fuente Umata

### Sector agrícola

#### Cultivos del municipio y área cultivada (hectáreas)
| Cultivo     | Tipo        |            | Área Cultivada |
|             | Transitorio | Permanente |                |
| ----------- | ----------- | ---------- | -------------- |
| Café        |             | X          | 2873,62        |
| Plátano     |             | X          | 2              |
| Yuca        | X           |            | 4              |
| Frutales    |             |            |                |
| Cítricos    |             | X          | 2,5            |
| Hortalizas  |             |            | 1,5            |
| leguminosas |             |            |                |

Fuente Umata

### Usos del suelo (hectáreas)
| Usos                     | Hectáreas | %     |  |
| ------------------------ | --------- | ----- |  |
| Área Total del Municipio | 11.964    | 100   |  |
| Área Agrícola            | 3979      | 33,25 |  |
| Pastos                   | 4172      | 34,87 |  |
| Bosque Natural           | 2721      | 22,74 |  |
| Bosque Plantado          | 897       | 7,49  |  |
| Guadua                   | 133       | 1,11  |  |
| Otros Usos               | 62        | 2,0   |  |

Fuente Umata

### Minas y canteras (explotación)
| Nombre        | Ubicación       | Tipo de Explotación |
| ------------- | --------------- | ------------------- |
| La Balastrera | Vereda La Julia | Material de Peña    |

### Informe del sector agropecuario Secretaría de Planeación Municipal[1][9]
El sector agropecuario de Filandia presenta la siguiente problemática abordada con la participación activa de los actores relacionados con el sector:
• La agricultura de pan-coger ha sido desplazada y poco estimulada.
• Manejo de la ganadería con tecnología apropiada en baja escala.
• Los procesos y procedimientos en el campo agropecuario necesitan un redireccionamiento, para que la institucionalidad impacte la realidad social del municipio
• Existe una debilidad en el proceso de formación y consolidación de los sectores productivos del municipio.
• Falta de una marcada gestión del consejo municipal de desarrollo rural para responder a las funciones para las que fue creado.
• Las cadenas productivas agropecuarias del municipio se encuentran en un estado muy incipiente frente a las nuevas tendencias del manejo de los mercados que permitan mejorar niveles de competitividad.
• La capacitación, asistencia técnica y el fomento para los productores del sector tendiente a mejorar los niveles de competitividad ha sido baja, lo que conlleva a afectar la calidad de vida aumentando la problemática social del municipio.
• Falta capacitación a los porcicultores para que implementen un manejo de porquerizas en seco (aplicación normas sanitarias).
• Dada la vocación presente en el municipio lo mismo que al elevado índice de desprotección en el sector rural, tanto en lo agrícola como en lo pecuario, el municipio deberá insistir en la creación de las Centrales de Acopio, como un instrumento generador de empleo. Con esta iniciativa se busca el auto-abastecimiento alimentario, la consolidación de una red de despensa regional diversificada, el fortalecimiento de la competitividad agropecuaria y el fortalecimiento de las estrategias de eco y agro turismo, todo ello basado en la producción con criterios de sostenibilidad ambiental.
• Falta reglamentar los cambios en el uso del suelo.
• Ausencia de una buena planificación en la producción y búsqueda de la comercialización organizada.
Es de anotar que la vocación del municipio de Filandia es oferente ambiental de agua, y producción agropecuaria con sello verde y tendencias ecoturísticas por sus valores ambientales y paisajísticos

### Industria y comercio
| Actividad Comercial |             | Número de Establecimientos |       |
| | Permanentes | Temporales                 | Total |
| --- | ----------- | -------------------------- | ----- |
| Elaboración y distribución de alimentos (comidas ambulantes, puestos de frutas, piqueteaderos, expendios de leche, dulcerías, revuelterías, distribuidoras de huevos) | 42          | 0                          | 42    |
| Prendas de Vestir | 0           | 0                          | 0     |
| Calzado | 2           | 0                          | 2     |
| Productos de Madera | 10          | 0                          | 10    |
| Editoriales, Tipografía | 0           | 0                          | 0     |
| Vidrio, Cerámica, Cal, Arcilla (ferreterías) | 6           | 0                          | 6     |
| Productos de Metal (compraventas, talleres, relojerías) | 16          | 0                          | 16    |
| Maquinaria y/o Equipo Agrícola | 4           | 0                          | 4     |
| Distribuidores agropecuarios | 6           | 0                          | 6     |
| Reciclaje | 3           | 3                          | 3     |
| Vehículos, Repuestos, Combustibles | 10          | 2                          | 10    |
| Reparación de Maquinaria y Equipo | 3           | 0                          | 3     |
| Hoteles, Restaurantes, Bares y similares (fuentes de soda, cantinas, estanquillos, fondas, heladerías, discotecas, cancha de tejo, apuestas)                          | 120         | 0                          | 120   |
| Transporte, Almacenamiento y comunicaciones( peajes, parqueadero, tapicerías)                                                                                         | 23          | 0                          | 23    |
| Intermediación Financiera | 2           | 0                          | 2     |
| Actividades Inmobiliarias | 2           | 0                          | 2     |
| Otros Servicios comunitarios, Sociales y Personales (Fundaciones) | 22          | 0                          | 22    |
| Cacharrerías, almacenes, tiendas, variedades | 89          | 0                          | 89    |
| Consultorios y entidades de salud ( odontológicos, E.PS., ópticas, módico)                                                                                            | 15          | 0                          | 15    |
| Salas de belleza, peluquerías, sastrerías, boutiques | 11          | 0                          | 11    |
| Salas de video | 0           | 0                          | 0     |
| Supermercados | 6           | 0                          | 6     |
| Servicios funerarios | 2           | 0                          | 2     |

## Servicios públicos
- Energía Eléctrica: Empresa de Energía del Quindío (EDEQ), del grupo EPM, es la empresa prestadora del servicio de energía eléctrica.
- Gas Natural: Efigas es la empresa distribuidora y comercializadora de gas natural en el municipio.